# Parov Stelar
 (juin 2015).
Si vous disposez d'ouvrages ou d'articles de référence ou si vous connaissez des sites web de qualité traitant du thème abordé ici, merci de compléter l'article en donnant les références utiles à sa vérifiabilité et en les liant à la section « Notes et références ».
Parov Stelar, de son vrai nom Marcus Füreder, est un compositeur autrichien de musique électronique, producteur, DJ, designer, fondateur et directeur du label Etage Noir, né à Linz le 27 novembre 1974.

## Biographie
Marcus Füreder est né le 27 novembre 1974 à Linz en Autriche. 
D'abord DJ en club dans les années 1990, Parov Stelar passe à la production en 2001 où il a commencé à travailler sous le nom de Plasma ou sous son vrai nom pour le label Bushido Rec. 
En 2004, il prend le nom de Parov Stelar et crée le label Etage Noir Recording, label à la tête duquel il est toujours aujourd'hui. En live, il se fait accompagner de quatre musiciens, le Parov Stelar Band, et est lui-même un DJ accompli. Ce groupe composé de cinq musiciens - dont deux cuivres - lui permet d'ajouter la chaleur des instruments à ses samples et de développer son style electro swing. Cleo Panther qui était la chanteuse principale du Parov Stelar Band depuis 2011 quitte le groupe le 11 avril 2019, Elena Karafizi est la nouvelle chanteuse qui rejoint le groupe.
En 2013, Parov Stelar se produit également en formation réduite en tant que Parov Stelar Trio. Il est alors seulement accompagné d'un saxophoniste et d'un trompettiste.
Il vagabonde entre la house et le jazz, et parfois l'electro swing, mêlant les cuivres et l'échantillonnage.
En 2017, Parov Stelar débute un nouveau projet, Stelartronic, sortant pour l'occasion son premier single intitulé Love and Hate.
En 2019 et 2020, il publie une trilogie d'albums Voodoo Sonic 1, 2 et 3.
Il est marié avec la chanteuse Lilja Bloom.

### Albums

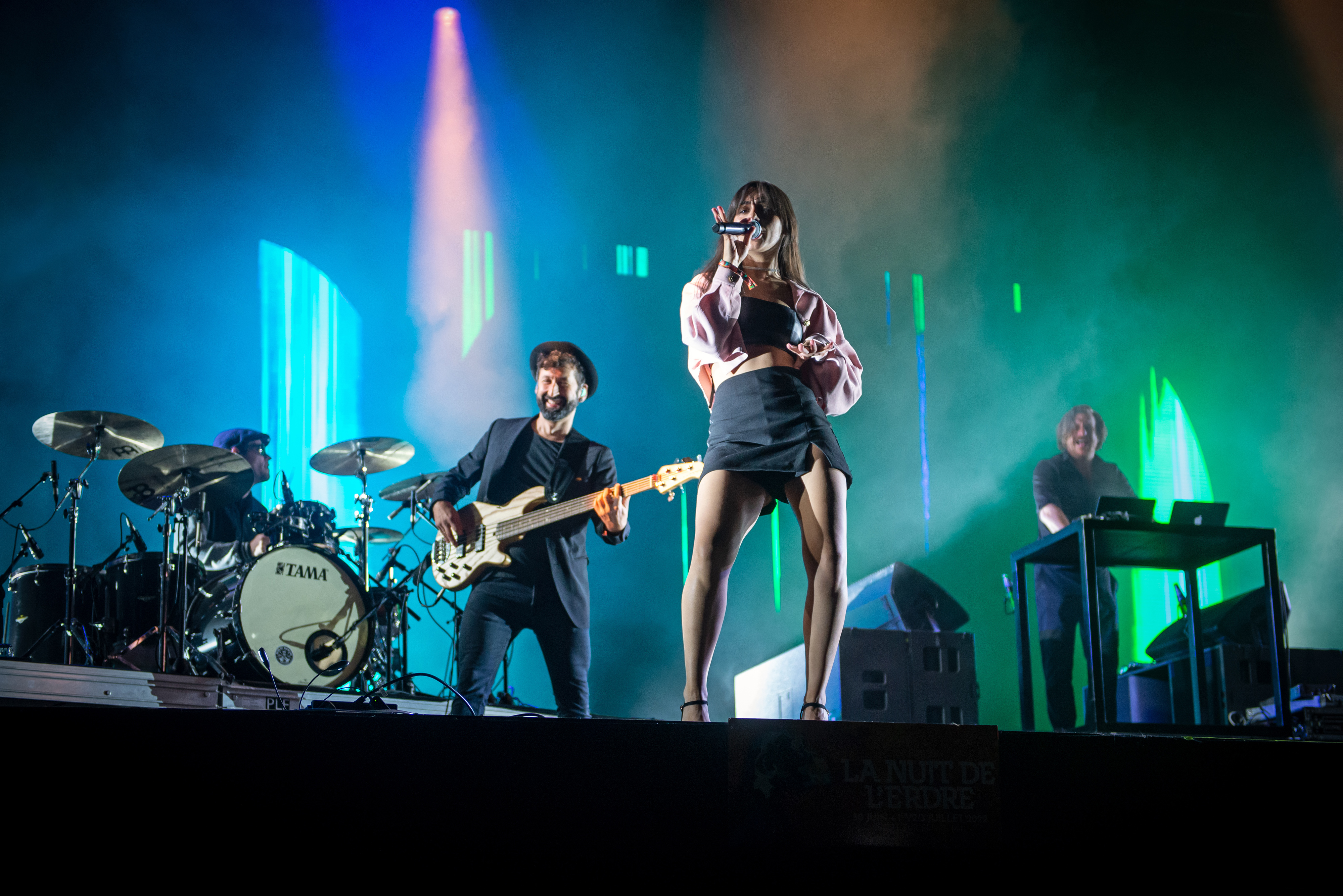
Parov Stelar au festival de La Nuit de l'Erdre, 2022.

## Discographie

### Extended play

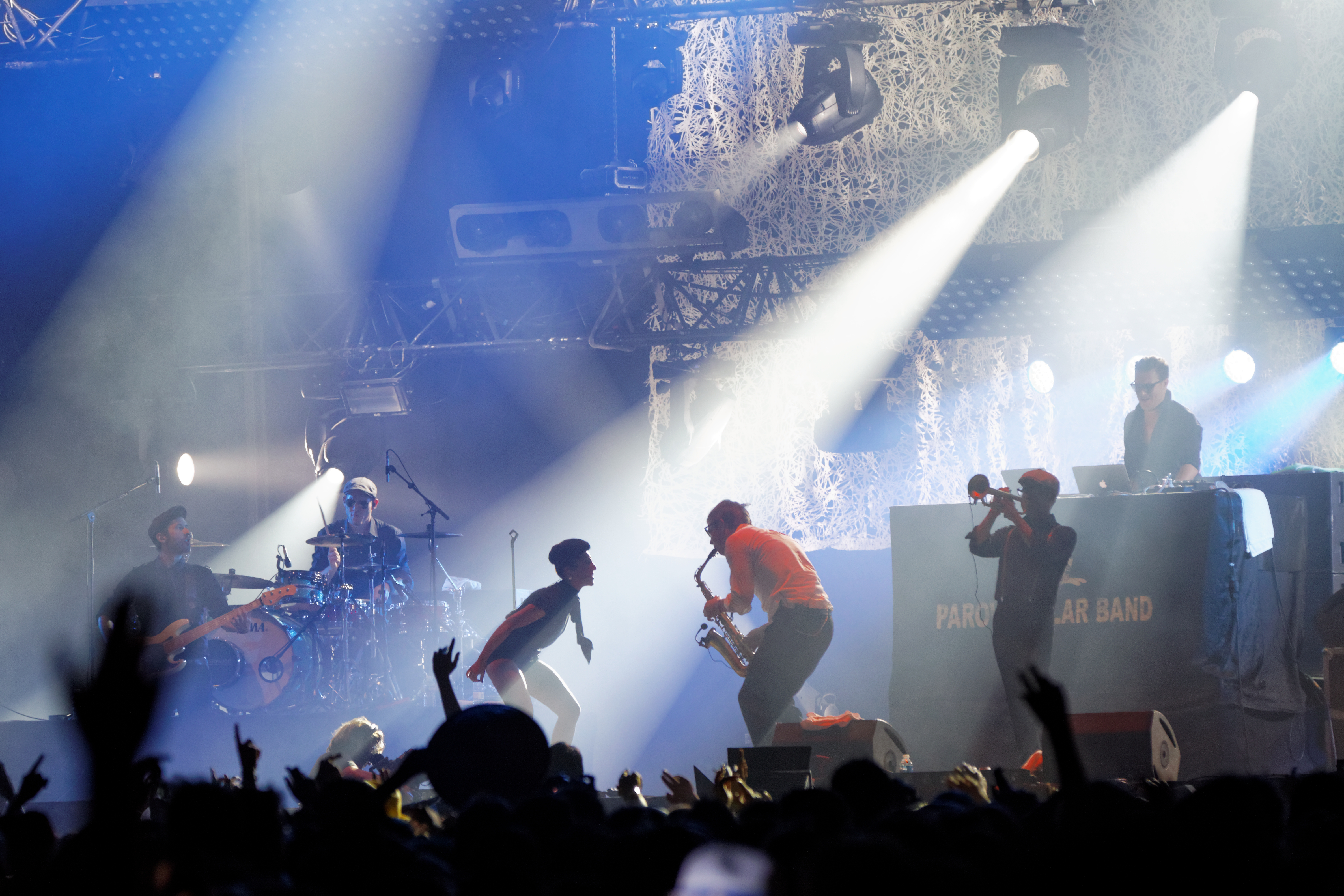
Parov Stelar Band live (Fête de l’Humanité 2012)

- 2001 : Shadow Kingdom EP
- 2002 : Lo Tech Trash
- 2004 : KissKiss
- 2004 : Move On!
- 2004 : Wanna get
- 2004 : Primavera
- 2005 : Music I believe in
- 2005 : A Night In Torino
- 2005 : Spygame
- 2006 : Parov Stelar EP
- 2006 : Charleston Butterfly
- 2007 : Jet Set EP
- 2007 : Sugar
- 2008 : The Flame Of Fame
- 2008 : Libella Swing
- 2009 : Coco EP
- 2010 : The Phantom EP
- 2010 : The Paris Swingbox EP
- 2011 : La Fête EP
- 2012 : Jimmy's Gang EP
- 2014 : Clap Your Hands EP

### Singles
- 2004 : KissKiss
- 2004 : Move On!
- 2004 : Primavera
- 2004 : Wanna Get
- 2004 : Get Up On Your Feet
- 2005 : A Night in Torino
- 2005 : Spygame
- 2005 : A Magic Afternoon (Digital)
- 2005 : Faith
- 2006 : Charleston Butterfly
- 2006 : Funky Bastards
- 2006 : Parov Stelar
- 2007 : Jet Set EP
- 2007 : Rock For / Love
- 2007 : Sugar
- 2007 : Shine EP
- 2007 : The Flame Of Fame
- 2008 : Libella Swing
- 2009 : Monster EP
- 2009 : Coco EP
- 2010 : The Phantom EP
- 2010 : The Paris Swing Box
- 2011 : La Fête / Booty Swing
- 2012 : All Night
- 2017 : Love and Hate (Stelartronic)
- 2018 : Taking Over
- 2018 : Mambo Rap
- 2019 : Trouble
- 2019 : Gringo
- 2019 : Snake Charmer
- 2019 : Voodoo Sonic (The Trology, Pt. 1) - EP
- 2020 : Voodoo Sonic (The Trology, Pt. 2) - EP
- 2021 : Chambermaid Mash Up Swing

### Compilations
- 2007 : Single Collection
- 2008 : Single Collection, vol.2